# Tommy Archer
Tommy Archer (ur. 16 listopada 1954 w Duluth) – amerykański kierowca wyścigowy.

## Kariera
Archer rozpoczął karierę w międzynarodowych wyścigach samochodowych w 1980 roku od startów w wyścigu SCCA National Championship Runoffs GT4, w którym uplasował się na drugiej pozycji. W późniejszych latach Amerykanin pojawiał się także w stawce SCCA/Escort Endurance Championship, IMSA Camel GTO, SCCA Coors RaceTruck Challenge, SCCA Truck Guard Shellzone Challenge, SCCA World Challenge, SCCA Tide Trans-Am Tour, SCCA Trans-Am, NASCAR Truck Series, 24-godzinnego wyścigu Le Mans, FIA GT Championship, American Le Mans Series, Trans-Am BFGoodrich Tires Cup oraz French Super Production Championship.

## Wyniki w 24h Le Mans
| Rok  | Zespół           | Partnerzy                  | Samochód             | Klasa | Okr. | Poz. | Klasa Pos. |
| ---- | ---------------- | -------------------------- | -------------------- | ----- | ---- | ---- | ---------- |
| 1997 | Viper Team Oreca | Soheil Ayari Marc Duez     | Chrysler Viper GTS-R | GT2   | 76   | NU   | NU         |
| 1998 | Viper Team Oreca | Olivier Beretta Pedro Lamy | Chrysler Viper GTS-R | GT2   | 312  | 13   | 2          |
| 1999 | Viper Team Oreca | Justin Bell Marc Duez      | Chrysler Viper GTS-R | GTS   | 318  | 12   | 2          |
| 2000 | Viper Team Oreca | Marc Duez Patrick Huisman  | Chrysler Viper GTS-R | GTS   | 324  | 12   | 5          |